# Min Byung-dae
Min Byung-dae (kor. 민 병대, ur. 20 lutego 1918, zm. 4 stycznia 1983 w Seulu) – południowokoreański piłkarz występujący podczas kariery na pozycji obrońcy.

## Kariera klubowa
Min podczas kariery piłkarskiej występował w Pai Chai High School, Boseong College i Seoul Army Club.

## Kariera reprezentacyjna
W reprezentacji Korei Południowej Min występował w latach 1944-1954. W 1948 wziął udział w igrzyskach olimpijskich. Na turnieju w Londynie wystąpił w wygranym 5-3 meczu z Meksykiem oraz przegranym 0-12 meczu ćwierćfinałowym ze Szwecją.
W 1954 roku został powołany do kadry na mistrzostwa świata. Na mundialu w Szwajcarii wystąpił w przegranym 0-9 meczu z Węgrami.